# Philotoceraeoides multilineatus
Philotoceraeoides multilineatus är en skalbaggsart som beskrevs av Stefan von Breuning 1957. Philotoceraeoides multilineatus ingår i släktet Philotoceraeoides och familjen långhorningar.
Artens utbredningsområde är Madagaskar. Inga underarter finns listade i Catalogue of Life.